# Neostoicyzm
Neostoicyzm – powstały w renesansie nurt filozoficzny będący połączeniem stoicyzmu i chrześcijaństwa. Niekiedy jako neostoicyzm określa się także późny stoicyzm, czyli stoicyzm epoki cesarstwa rzymskiego, reprezentowany przez Senekę, Marka Aureliusza i Epikteta.

## Początki
Twórcą neostoicyzmu był flamandzki humanista Justus Lipsius. W 1584 przedstawił on jego zasady w dialogu De constantia (O stałości). Później rozwinął je w traktatach Manductio ad stoicam philosophiam (Wprowadzenie do filozofii stoickiej), Physiologia stoicorum (Fizyka stoików) i Ethica (Etyka). Traktaty Lipsiusa były najpełniejszym wykładem stoicyzmu od czasów starożytnych. 

## Idee

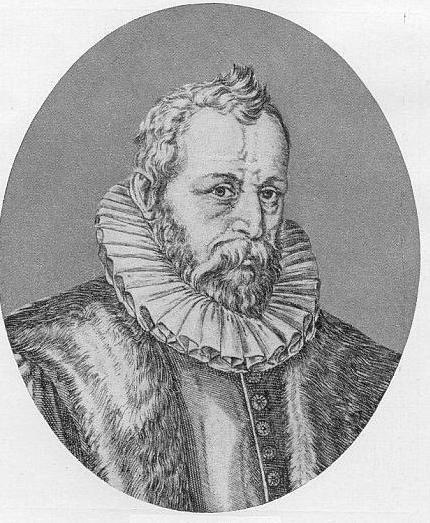
Justus Lipsius

Neostoicyzm był filozofią praktyczną. Głosił, że podstawowa zasada dobrego życia brzmi: człowiek nie powinien ulegać namiętnościom, ale podporządkowywać się Bogu. Istnieją cztery namiętności: pożądanie, radość, strach i smutek. Jeśli chodzi o Boga, to mimo że człowiek ma wolną wolę, wszystko, co się dzieje, nawet jeśli z winy człowieka jest złe, znajduje się pod Jego kontrolą i w ostatecznym rozrachunku zmierza do dobra.
Człowiek, który postępuje według podanej zasady, jest wolny, bo nie ulega instynktom. Jest też spokojny, bo obojętne mu są wszystkie materialne przyjemności i cierpienia. W końcu jest naprawdę duchowo szczęśliwy, bo żyje w przyjaźni z Bogiem.
Neostoicyzm zyskał ogromną popularność w czasach baroku. Poprzez duchowieństwo (zarówno katolickie, jak i protestanckie) przeniknął do szerokich rzesz ludzi.